# Émile-Théophile Blanchard
Pour les articles homonymes, voir Blanchard.

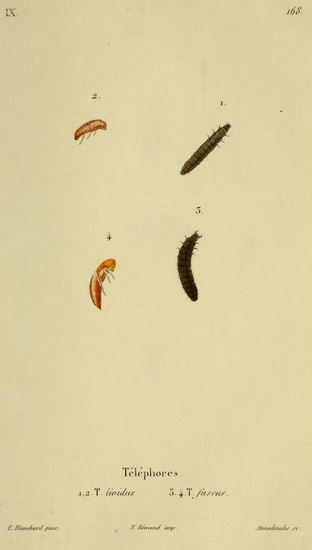
Photographie de Chrysalides de Cantharis fusca & Cantharis livida par Émile-Théophile Blanchard

Émile-Théophile Blanchard, né à Saint-Omer (Pas-de-Calais) le 3 février 1795 et mort le 16 février 1877 à Paris 5e, est un peintre et illustrateur français, mais il a commencé sa carrière comme chirurgien militaire,.
Il est le fils de Nicolas Blanchard et de Joseph-Mélanie Merlen. Il est le père d'Émile Blanchard, le zoologiste français.

## Biographie
Peintre naturaliste de fleurs et en histoire naturelle, Émile-Théophile Blanchard habite au 11 rue de la Vieille Estrapade à Paris. Il est l'élève des frères Gérard van Spaendonck (1746-1822) et Cornelis van Spaendonck (1756-1839) avec pour condisciples Antoine Chazal (1795-1854) et Adèle Riché (1791-1878).
Il expose au Salon des artistes français de 1818.

## Collections publiques
Dessins
- Papillons : Danaaide eunice, Danaaide eleutho, Papillon priam, Argynne egestine, Nymphale acilia, Callimorphe requin (1822), aquarelle, Canberra, bibliothèque nationale australienne[3]

## Publications
- Cuvier, Georges ; Audouin, Jean-Victor ; Doyère, Louis-Michel-François ; Milne-Edwards, Alphonse avec les illustrations de Blanchard, Emile-Théophile. Le Règne animal distribué d'après son organisation, pour servir de base à l'histoire naturelle des animaux et d'introduction à l'anatomie comparée. Les Insectes. (Fortin ; Masson et Cie à Paris, 1828). Disponible en ligne sur LillOnum : Fascicule 1 et son Atlas ; Fascicule 2 et son Atlas
- Jean Baptiste Alphonse Chauffour de Boisduval, Faune entomologique de Madagascar, Bourbon et Maurice : lépidoptères, avec des notes sur les mœurs par M. Sganzin, illustré par Émile-Théophile Blanchard, Paris : Librairie Encyclopédique de Roret, 1833
- Émile-Théophile Blanchard, Aristide-Michel Perrot, L.J.S. Thilaye, Amand-Denis Vergnaud, Nouveau manuel complet du coloriste, 1840, Éditions Roret revue et augmentée en 1856. Réédité en 1978.